# Eisley
Eisley – amerykański zespół muzyczny grający indie rock/pop, założony w 1997 roku, w Tyler w Teksasie, przez czwórkę rodzeństwa DuPree.

## Członkowie zespołu
- Sherri DuPree – gitarzystka/wokalistka
- Stacy DuPree – wokalistka/keybordzistka
- Chauntelle DuPree – gitarzysta
- Weston DuPree – perkusista
- Garron DuPree – basista

### Byli członkowie
- Jonathan Wilson – basista (2001-2005)
- Taylor Muse – basista (2001)
- Amy Whittacker – basistka (1998-2000)

## Dyskografia
- 2003 – Laughing City
- 2003 – Marvelous Things E.P.
- 2005 – Telescope Eyes E.P.
- 2005 – Room Noises
- 2005 – Head Against The Sky E.P.
- 2006 – Final Noise E.P.
- 2007 – Combinations
- 2011 – The Valley
- 2012 – Deep Space
- 2013 – Currents
- 2017 – I'm Only Dreaming